# Gustaaf Wouters
Gustaaf Petrus Maria Jozef Wouters (Balen, 4 november 1872 – ?) was een Belgisch notaris en politicus voor het Katholiek Verbond van België. Hij was burgemeester van Balen.

## Levensloop
Wouters werd in 1904 aangesteld als schepen te Balen, een mandaat dat hij zou uitoefenen tot zijn benoeming tot burgemeester in 1921. In dat jaar volgde hij Alfons Dierckx op in deze functie, zelf werd hij opgevolgd als burgemeester door Aloïs Delsupehe.
Hij was de vader van Egied Wouters, die eveneens actief was als notaris en burgemeester te Balen.